# Symfonie nr. 9 (Brian)
Havergal Brian voltooide zijn Symfonie nr. 9 in a mineur in november 1951; hij was er in juli van dat jaar aan begonnen.
Tussen Brians Symfonie nr. 8 en deze symfonie zat slechts één werk, zijn nooit opgevoerde opera Turandot. In tegenstelling tot die nummer 8, bracht deze nummer 9 het wel tot het concertpodium, alleen is onduidelijk wanneer dat is geweest. De Havergal Brian Society, die alles in beheer heeft vermoedt, dat het op 20 januari 1976 op de lessenaars heeft gestaan in Liverpool. De andere openbare uitvoering ligt wel vast; deze vond namelijk plaats in het kader van de Proms-concerten en wel op 27 juli 1976 in de Royal Albert Hall. Het is dan ook een van de drie uit een serie van tweeëndertig symfonieën, die daar is gespeeld. Charles Groves gaf toen leiding aan het Royal Liverpool Philharmonic Orchestra; het was toen live te zien op de televisie. Groves was een pleidooibezorger van dit werk, want van de acht bekende uitvoeringen, nam hij er zes voor zijn rekening. Andere uitvoeringen vonden plaats in het kader van radio-uitzendingen of plaatopnamen.
Symfonie nr. 9 kent een driedelige opzet, ook al worden de delen achter elkaar door gespeeld. Brian hanteerde een variant op de klassieke vierdelige opzet met:
1. Adadio – allegro moderato – allegro vivo
2. Adagio
3. Allegro moderato.

## Orkestratie
Brian schreef een uitgebreid symfonieorkest voor:
- 3 dwarsfluiten (III ook piccolo), 2 hobo’s, 1 althobo, 2 klarinetten, 1 basklarinet, 4 fagotten (IV ook contrafagot)
- 4 hoorns, 4 trompetten, 3 trombones, 1 tuba
- pauken, percussie (kleine troms tot glockenspiel), harp, pijporgel, piano, celesta
- violen, altviolen, celli, contrabassen.

Symfonie nr. 1 "Gotische"  · 2 · 3 · 4 · 5 · 6 · 7 · 8 · 9 · 10 · 11 · 12 · 13 · 14 · 15 · 16 · 17 · 18 · 19 · 20 · 21 · 22 · 23 · 24 · 25 · 26 · 27 · 28 · 29 · 30 · 31 · 32